# Aire urbaine de Montaigu-Vendée
L’aire urbaine de Montaigu est une aire urbaine française constituée autour de la commune de Montaigu, dans le département la Vendée, en région Pays-de-la-Loire.
Au 1er janvier 2011, ses 12 740 habitants du recensement de 2007 font d’elle la 329e aire urbaine française.

## Caractéristiques

### Délimitation
D’après la délimitation établie en 2010 par l’Institut national de la statistique et des études économiques, l’aire urbaine de Montaigu se compose de 3 communes, toutes situées dans le département de la Vendée, dans l’arrondissement de La Roche-sur-Yon.

### Communes du pôle urbain
Son pôle urbain est formé par l’unité urbaine de Montaigu, qui est considérée comme une « unité urbaine multicommunale » regroupant les communes de :
- Montaigu ;
- Saint-Georges-de-Montaigu ;
- Saint-Hilaire-de-Loulay.

## Importance dans le contexte départemental
L’aire urbaine de Montaigu représente au sein du département de la Vendée :
| Nombre de communes | Part du département | Superficie (km2) | Part du département | Population (hab.) | Part du département |
| ------------------ | ------------------- | ---------------- | ------------------- | ----------------- | ------------------- |
| 3                  | 1,12 %              | 77,26            | 1,15 %              | 13 679            | 2,09 %              |

## Composition
| Nom                       | Code Insee | Statut                 | Superficie (km2) | Population (dernière pop. légale) | Densité (hab./km2) |
| ------------------------- | ---------- | ---------------------- | ---------------- | --------------------------------- | ------------------ |
| Montaigu                  | 85146      | Commune du pôle urbain | 3,06             | 5 149 (2014)                      | 1 683              |
| Saint-Georges-de-Montaigu | 85217      | Commune du pôle urbain | 34,02            | 4 217 (2014)                      | 124                |
| Saint-Hilaire-de-Loulay   | 85224      | Commune du pôle urbain | 41,12            | 4 453 (2014)                      | 108                |

## Démographie
| 1999   | 2007   | 2012   | 2013   |
| ------ | ------ | ------ | ------ |
| 11 453 | 12 740 | 13 551 | 13 679 |